# Elecciones municipales de Miraflores de 2014
Las elecciones municipales de Miraflores de 2014 se llevaron a cabo el domingo 5 de octubre de 2014 para elegir al alcalde y al Concejo Distrital de Miraflores. La elección se celebró simultáneamente con elecciones regionales y municipales (provinciales y distritales) en todo el Perú.

## Composición del Concejo Distrital de Miraflores
La siguiente tabla muestra la composición del Concejo Distrital de Miraflores antes de las elecciones:
| Partidos | Partidos                  | Regidores |
| -------- | ------------------------- | --------- |
|          | Somos Perú                | 6         |
|          | Partido Popular Cristiano | 3         |

## Partidos y candidatos
A continuación se muestra una lista de los partidos y candidatos que participaron en la elección: 
| Candidatura | Candidatura | Partidos y alianzas                     | Candidatos | Candidatos                     | Ideología                                                         | Ref. |
| ----------- | ----------- | --------------------------------------- | ---------- | ------------------------------ | ----------------------------------------------------------------- | ---- |
|             |             | Lista - Alianza para el Progreso (APP)  |            | Ronny Palomino Cruz            | Liberalismo económico Conservadurismo liberal                     |      |
|             |             | Lista - Diálogo Vecinal                 |            | Hugo del Mastro Vecchione      | Localismo limeño Progresismo Socialdemocracia Descentralismo      |      |
|             |             | Lista - Fuerza Popular (FP)             |            | Alejandro San Martin Leveratto | Fujimorismo Conservadurismo social Populismo de derecha           |      |
|             |             | Lista - Partido Aprista Peruano (APRA)  |            | Johan Otoya Calle              | Aprismo Conservadurismo social Populismo de derecha               |      |
|             |             | Lista - Partido Popular Cristiano (PPC) |            | Bruno Crespo Álvarez           | Democracia cristiana Conservadurismo social Liberalismo económico |      |
|             |             | Lista - Perú Patria Segura (PPS)        |            | Alexander Von Ehren Campos     | Fujimorismo Conservadurismo liberal Liberalismo económico         |      |
|             |             | Lista - Solidaridad Nacional (SN)       |            | Luis Molina Arles              | Conservadurismo liberal Liberalismo económico                     |      |
|             |             | Lista - Somos Perú (SP)                 |            | Jorge Muñoz Wells              | Democracia cristiana Conservadurismo social                       |      |
|             |             | Lista - Vamos Perú (VP)                 |            | Manuel Masías Oyanguren        | Populismo Partido atrapalotodo                                    |      |

## Resultados

### Sumario general
| Partidos y coaliciones | Partidos y coaliciones          | Voto popular | Voto popular | Voto popular | Regidores | Regidores |
| Partidos y coaliciones | Partidos y coaliciones          | Votos        | %            | ±pp          | Total     | +/−       |
| ---------------------- | ------------------------------- | ------------ | ------------ | ------------ | --------- | --------- |
|                        | Somos Perú (SP)                 | 37 490       | 41.87        |              | 6         |           |
|                        | Solidaridad Nacional (SN)       | 16 780       | 18.74        |              | 2         |           |
|                        | Perú Patria Segura (PPS)        | 7 863        | 8.78         |              | 1         |           |
|                        | Vamos Perú (VP)                 | 7 792        | 8.70         |              | 0         |           |
|                        | Partido Popular Cristiano (PPC) | 6 000        | 6.70         |              | 0         |           |
|                        | Partido Aprista Peruano (APRA)  | 4 975        | 5.55         |              | 0         |           |
|                        | Diálogo Vecinal (DV)            | 4 507        | 5.03         |              | 0         |           |
|                        | Fuerza Popular (FP)             | 2 646        | 2.95         |              | 0         |           |
|                        | Alianza para el Progreso (APP)  | 1 482        | 1.65         |              | 0         |           |
|                        |                                 |              |              |              |           |           |
| Total                  | Total                           | 89 535       | 91.63        |              | 9         | ±0        |
|                        |                                 |              |              |              |           |           |
| Votos en blanco        | Votos en blanco                 | 2 816        | 2.88         |              |           |           |
| Votos nulos            | Votos nulos                     | 5 361        | 5.49         |              |           |           |
| Votos emitidos         | Votos emitidos                  | 97 712       | 100.00       |              |           |           |
|                        |                                 |              |              |              |           |           |
| Fuente:                |                                 |              |              |              |           |           |

### Concejo Distrital de Miraflores
| Cargo                            | Autoridad electa            | Partido político | Partido político     |
| -------------------------------- | --------------------------- | ---------------- | -------------------- |
| Alcalde Distrital de Miraflores  | Jorge Muñoz Wells           |                  | Somos Perú           |
| Regidor Distrital de Miraflores  | Gino Costa Santolalla       |                  | Somos Perú           |
| Regidor Distrital de Miraflores  | Israel Acuña Wong Coquis    |                  | Somos Perú           |
| Regidora Distrital de Miraflores | Patricia Jiménez de Olavide |                  | Somos Perú           |
| Regidora Distrital de Miraflores | Susana Stiglich Watson      |                  | Somos Perú           |
| Regidora Distrital de Miraflores | Daniela Lozano Vitor        |                  | Somos Perú           |
| Regidora Distrital de Miraflores | Franca Rey Camino           |                  | Somos Perú           |
| Regidor Distrital de Miraflores  | Martin Bustamante Castro    |                  | Solidaridad Nacional |
| Regidor Distrital de Miraflores  | Augusto Gonzalez del Riego  |                  | Solidaridad Nacional |
| Regidor Distrital de Miraflores  | Alfredo Sousa Lossio        |                  | Perú Patria Segura   |